# Fratura mandibular
Fratura mandibular é a quebra da mandíbula. Em cerca de 60% dos casos, a fratura ocorre em dois locais e pode resultar em uma dificuldade para abrir completamente a boca. Frequentemente, os dentes podem não estar alinhados de forma apropriada ou pode haver sangramento das gengivas. As fraturas da mandíbula são mais comuns entre os homens por volta dos trinta anos.
Geralmente, as fraturas mandibulares decorrem de um trauma, incluindo impactos sobre o queixo ou um golpe de lado. Raramente decorrem de osteonecrose ou de tumores ósseos. A área mais comum de fratura é o côndilo (36%), seguido do corpo (21%) e ângulo da mandíbula (20%) e da sínfise (14%). Apesar de o diagnóstico poder ser realizado com uma radiografia comum, a tomografia computadorizada é mais acurada.
A cirurgia imediata nem sempre é necessária. Em geral, a pessoa pode ir para casa e aguardar pela cirurgia nos próximos dias. Inúmeras técnicas cirúrgicas podem ser utilizadas, como a fixação maxilomandibular e a redução aberta e fixação interna (ORIF). Com frequência, são utilizados antibióticos como a penicilina por um breve período. As evidências que apoiam esta prática, contudo, são escassas.